# Klaus Weinand
Klaus Weinand (Coblenza, 14 dicembre 1940) è un ex cestista tedesco.

## Carriera
Con la Germania Ovest ha disputato i Giochi olimpici di Monaco 1972 e due edizioni dei Campionati europei (1961, 1965).

## Palmarès
- Campionato tedesco: 4

Heidelberg: 1960-61, 1961-62
Alemannia Aquisgrana: 1963-64
VfL Osnabrück: 1968-69